# Зайчик Геннадій Львович
Геннадій Львович Зайчик (нар. 11 лютого 1957, Тбілісі) – грузинський шахіст, представник США від 2002 року, гросмейстер від 1984 року.

## Шахова кар'єра
Перших значних успіхів почав досягати на початку 1980-х років. 1982 року в Телаві поділив 2-ге місце (позаду Рафаеля Ваганяна, разом з Георгієм Агзамовим) у півфіналі чемпіонату СРСР. Рік по тому на зіграному в Юрмалі чемпіонаті СРСР до 26 років посів 3-тє місце (позаду Віктора Гаврикова і Андрія Харитонова), а також здобув перемогу на міжнародному турнірі в Кечкеметі. У 1984 році досягнув значного успіху, одноосібно перемігши на Меморіалі Акіби Рубінштейна в Поляниці-Здруй. В 1985 році посів 2-ге місце (позаду Михайла Цейтліна) на турнірі Bohemians у Празі, 1987 року повторив це досягнення на турнірі B Меморіалу Капабланки в Камагуей і переміг (разом з Вішванатаном Анандом) у Коїмбатурі. 1989 року поділив 2-ге місце (позаду Зураба Азмайпарашвілі, разом з Уве Беншом) у Берліні, а в 1991 році поділив 1-ше місце (разом із, зокрема, Джонні Гектором, Жужею Полгар, Елізбаром Убілавою і Зурабом Азмайпарашвілі) на турнірі за швейцарською системою в Сан-Себастьяні. Тричі представляв збірну Грузії на шахових олімпіадах 1992, 1994 і 1996 років, яка кожного разу посідала в командному заліку місце в першій десятці. 1998 року взяв участь у зональному турнірі (відбіркового циклу чемпіонату світу), який відбувся в Панорно, посівши віддалене місце, а з наступного року практично припинив брати участь у турнірах під егідою ФІДЕ. Одним з останніх успіхів Геннадія Зайчика була перемога на меморіалі Річарда Аронова у Філадельфії 2002 року.
Найвищий рейтинг Ело в кар'єрі мав станом на 1 липня 1996 року, досягнувши 2550 очок займав тоді 4-те місце серед грузинських шахістів.

## Зміни рейтингу
| На цьому місці має відображатися графік чи діаграма, однак з технічних причин його відображення наразі вимкнено. Будь ласка, не видаляйте код, який викликає це повідомлення. Розробники вже працюють для того, щоби відновити штатне функціонування цього графіка або діаграми. | |
| | На цьому місці має відображатися графік чи діаграма, однак з технічних причин його відображення наразі вимкнено. Будь ласка, не видаляйте код, який викликає це повідомлення. Розробники вже працюють для того, щоби відновити штатне функціонування цього графіка або діаграми. |